# Regata do IV Centenário da Descoberta do Brasil

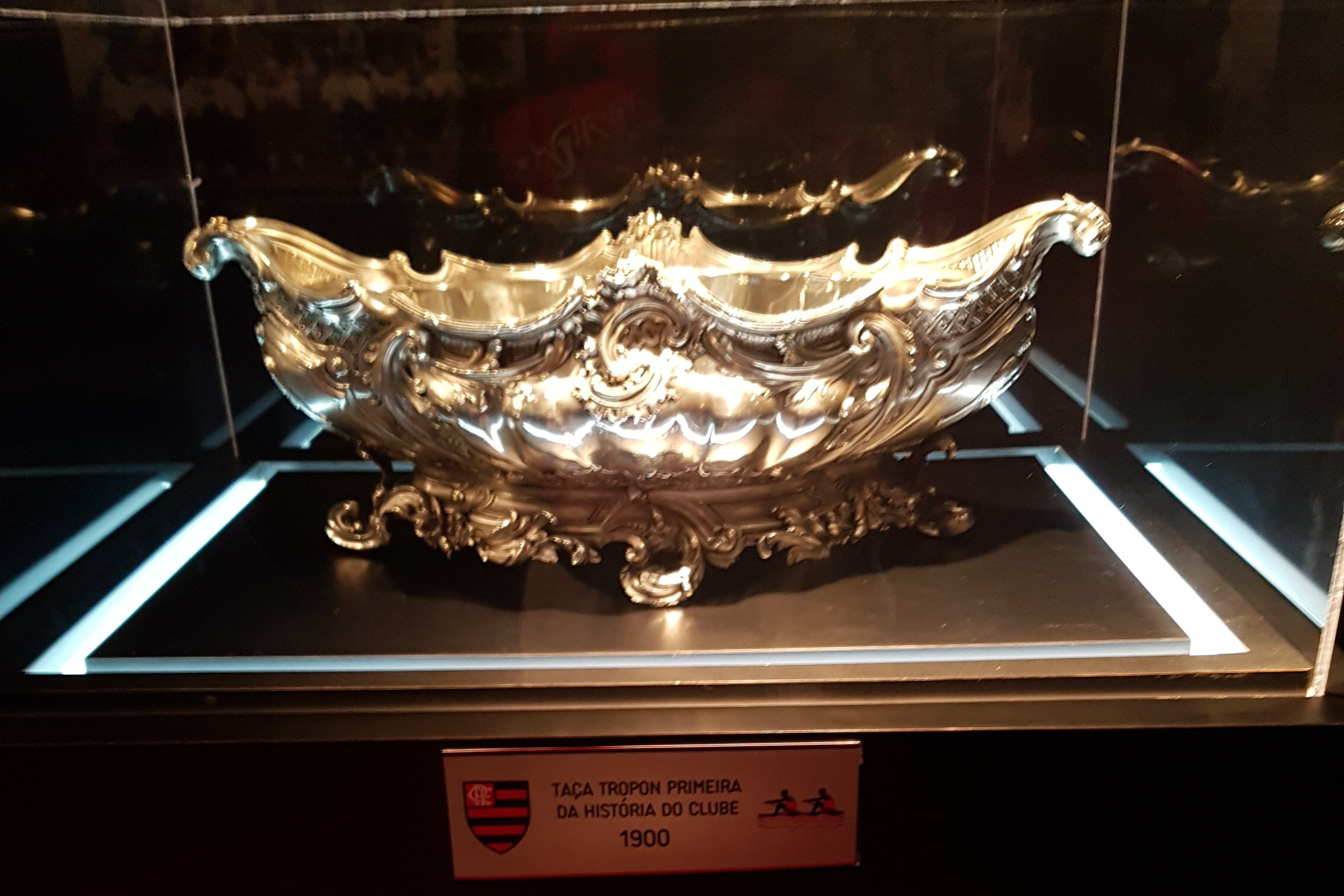
Imagem do Troféu Jarra Tropon, na galeria de troféus do Clube de Regatas do Flamengo.

A Regata do IV Centenário da Descoberta do Brasil foi uma prova internacional de remo, com um percurso é relativamente curto - 1000 metros - disputada no dia 06 de maio de 1900 na Enseada do bairro da Glória, na cidade do Rio de Janeiro, então Capital Federal. A equipe vencedora levaria para a casa o imponente Troféu Jarra Tropon, uma taça feita em legítima prata inglesa com o peso de 24kg.
É justamente o Troféu Jarra Tropon que fez com que essa prova ganhasse notoriedade e se tornasse histórica, já que esse foi o primeiro troféu conquistado pelo Clube de Regatas do Flamengo, dando inicio a uma era de conquistas Rubro-Negras. Os atletas do Clube de Regatas do Flamengo disputaram a prova com os barcos Tymbira e Ypiranga.
Entre as atrações da prova estavam:
- a Barca Petrópolis, do CR Icarahy, animada pela Banda de Música da Polícia do Estado do RJ;
- a Barca Segunda, do GR Gragoatá, que exibe a Banda do 24º Batalhão de Infantaria do Exército.
- o Vapor Itapemirim, do CR Vasco da Gama, com uma vibrante banda a bordo.

## Ver Também
- IV Centenário do Descobrimento do Brasil